# 312 (číslo)
Tři sta dvanáct je přirozené číslo, které následuje po čísle tři sta jedenáct a předchází číslu tři sta třináct. Římskými číslicemi se zapisuje CCCXII a řeckými číslicemi τιβ.

## Matematika
312 je:
- Abundantní číslo
- Nešťastné číslo
- Nepříznivé číslo

## Astronomie
- (312) Pierretta je planetka hlavního pásu, kterou objevil v roce 1891 Auguste Charlois

## Doprava
- Silnice II/312 je česká silnice II. třídy vedoucí na trase Choceň – Mostek – Rozsocha – České Libchavy – Žamberk – Pastviny – Mladkov – peáž s I/43 – Králíky – II/446[1][2][3][4]

## Roky
- 312
- 312 př. n. l.